# Alexandre de Courson de la Villeneuve
Alexandre de Courson de la Villeneuve (1903-1944) était un militaire et un résistant français.

## Biographie
Alexandre de Courson de Villeneuve est né le 19 octobre 1903 à Sedan. Il est le cinquième enfant d'une famille de six issu d'une vieille lignée de noblesse bretonne, qui verra 14 de ses fils tomber au champ d'honneur au XXe siècle, toujours dans des armes de mêlée conformément à la tradition familiale.
Entré dans la carrière militaire il est capitaine de cavalerie en 1940, et sert au 3e régiment de chasseurs d'Afrique.

### Français libre
Il rejoint les services spéciaux de la France libre à Alger le 10 septembre 1943. Il est dirigé un mois plus tard vers le BCRA, et arrive à Londres le 26 octobre 1943.
Volontaire pour des missions en territoire occupé, il est dirigé vers les camps d'entrainement spéciaux pour suivre le stage commando de tous les agents envoyés en France.
Il est acheminé dans la nuit du 17 mars au 18 mars 1944 à bord d'une vedette partie de Grande-Bretagne qui débarque à Kerroulou près de Guimaëc (Finistère). Épuisé par le voyage et éprouvant quelques difficultés à établir les liaisons il n'atteint son affectation à Clermont-Ferrand (R6) que le 26 mars, après avoir traversé tout le territoire et affronté bien des dangers.
Arrêté par les Allemands le 2 juillet 1944, mort sous la torture ou exécuté par la Gestapo le 19 août 1944.

### Délégué militaire régional
Pour les responsables régionaux de la Résistance il est Pyramide.  Il s'attache à coordonner et organiser les différents groupes en vue de la préparation du débarquement allié.